# Grand Prix Mundial de voleibol
El Grand Prix Mundial de voleibol fou una competició esportiva femenina de voleibol que disputen les seleccions més potents d'aquest esport a nivell mundial.

## Història
Es disputa anualment des de 1993 i és la versió femenina de la Lliga Mundial de voleibol. La competició s'ha fet molt popular entre les nacions asiàtiques, d'on surten els principals inversors en la competició a hores d'ara. Aquest fet, ha provocat que les seus de la competició se situïn habitualment al continent asiàtic i que a alguns continents, com l'europeu, sigui necessari disputar-se una fase de classificació. La competició destacà pels importants premis econòmics que s'atorguen. Des de 2018 fou substituïda per la FIVB Volleyball Women's Nations League i la Challenger Cup.

## Sistema de competició
- Algunes seleccions han de classificar-se per una fase de classificació, mentre que d'altres es classifiquen directament segons els rànquings de la FIVB.
- La competició es divideix en dues parts, una primera on els equips s'enfronten en una fase de grups a doble volta, amb partits d'anada i tornada, i una fase final disputada a una seu concreta. Les primeres seleccions de la fase de grups es classifiquen per la fase final.
- La selecció de la seu de la fase final es classifica directament per aquesta.

## Historial
| Any  | Seu             | Or              | Argent          | Bronze          |
| ---- | --------------- | --------------- | --------------- | --------------- |
| 1993 | Hong Kong       | Cuba            | R.P. de la Xina | Rússia          |
| 1994 | Shanghai        | Brasil          | Cuba            | R.P. de la Xina |
| 1995 | Shanghai        | Estats Units    | Brasil          | Cuba            |
| 1996 | Shanghai        | Brasil          | Cuba            | Rússia          |
| 1997 | Kobe            | Rússia          | Cuba            | Corea del Sud   |
| 1998 | Hong Kong       | Brasil          | Rússia          | Cuba            |
| 1999 | Yu Xi           | Rússia          | Brasil          | R.P. de la Xina |
| 2000 | Manila          | Cuba            | Rússia          | Brasil          |
| 2001 | Macau           | Estats Units    | R.P. de la Xina | Rússia          |
| 2002 | Hong Kong       | Rússia          | R.P. de la Xina | Alemanya        |
| 2003 | Andria          | R.P. de la Xina | Rússia          | Estats Units    |
| 2004 | Reggio Calabria | Brasil          | Itàlia          | Estats Units    |
| 2005 | Sendai          | Brasil          | Itàlia          | R.P. de la Xina |
| 2006 | Reggio Calabria | Brasil          | Rússia          | Itàlia          |
| 2007 | Ningbo          | Països Baixos   | R.P. de la Xina | Itàlia          |
| 2008 | Yokohama        | Brasil          | Cuba            | Itàlia          |
| 2009 | Tòquio          | Brasil          | Rússia          | Alemanya        |
| 2010 | Ningbo          | Estats Units    | Brasil          | Itàlia          |
| 2011 | Macau           | Estats Units    | Brasil          | Sèrbia          |
| 2012 | Ningbo          | Estats Units    | Brasil          | Turquia         |
| 2013 | Sapporo         | Brasil          | R.P. de la Xina | Sèrbia          |
| 2014 | Tòquio          | Brasil          | Japó            | Rússia          |
| 2015 | Omaha           | Estats Units    | Rússia          | Brasil          |
| 2016 | Bangkok         | Brasil          | Països Baixos   | Estats Units    |
| 2017 | Nanjing         | Brasil          | Itàlia          | Sèrbia          |